# Ръждива свиреща патица
Ръждивата свиреща патица (Dendrocygna bicolor), наричана и двуцветна дървесна патица, е вид птици от семейство Патицови (Anatidae).
Разпространени са в тропическите области на Централна и Южна Америка, Африка и Южна Азия, като предпочитат плитки езера, оризища и други блатисти местности с изобилна растителност. На цвят са предимно червеникавокафяви и достигат 45-53 cm дължина и 750-1000 g маса, като мъжките са малко по-едри. Хранят се със семена и други части на растения.